# Liste der denkmalgeschützten Objekte in Pillichsdorf
Die Liste der denkmalgeschützten Objekte in Pillichsdorf enthält die 5 denkmalgeschützten, unbeweglichen Objekte der niederösterreichischen Marktgemeinde Pillichsdorf im Bezirk Mistelbach.

## Denkmäler
| Foto |                 | Denkmal                                                     | Standort                                      | Beschreibung | Metadaten |
| ---- | --------------- | ----------------------------------------------------------- | --------------------------------------------- | --- | --- |
| ja   | Datei hochladen | Gasthaus, ehem. Schloss HERIS-ID: 5457 Objekt-ID: 1325      | Hauptplatz 1 Standort KG: Pillichsdorf        | Das Schloss wurde vermutlich 1747 anstelle einer zerstörten Burg errichtet. | BDA-Hist.: Q37833452 Status: § 2a Stand der BDA-Liste: 2025-06-30 Name: Gemeindeamt, ehem. Schloss GstNr.: .217/1 Schloss Pillichsdorf      |
| ja   | Datei hochladen | Pfarrhof HERIS-ID: 5456 Objekt-ID: 1324                     | Kirchenplatz 1 Standort KG: Pillichsdorf      | Der Pfarrhof ist im Kern mittelalterlich und wurde im 17. Jahrhundert mehrmals umgebaut. | BDA-Hist.: Q37833419 Status: § 2a Stand der BDA-Liste: 2025-06-30 Name: Pfarrhof GstNr.: .68 Pfarrhof Pillichsdorf                          |
| ja   | Datei hochladen | Hügelgrab Kalvarienberg HERIS-ID: 5460 Objekt-ID: 1328      | Reuergrund Standort KG: Pillichsdorf          | Der sogenannte Kalvarienberg ist ein Hügelgrab aus der Hallstattzeit, das im Mittelalter als Warte Verwendung fand. | BDA-Hist.: Q37833526 Status: Bescheid Stand der BDA-Liste: 2025-06-30 Name: Hügelgrab Kalvarienberg GstNr.: 3582 Kalvarienberg Pillichsdorf |
| ja   | Datei hochladen | Kath. Pfarrkirche hl. Martin HERIS-ID: 5454 Objekt-ID: 1322 | Kirchenplatz 1, bei Standort KG: Pillichsdorf | Das Langhaus ist im Kern eine romanische Basilika aus der ersten Hälfte des 13. Jahrhunderts, die vor 1340 gotisch umgestaltet wurde. Der spätgotische Westturm wurde von 1508 bis 1514 erbaut. Später wurde die Kirche erweitert und barockisiert. Das Altarblatt am Hochaltar von 1761/1762 stammt von Josef Pfandler. Martin Johann Schmidt schuf ein Wandretabel an einem Seitenaltar. | BDA-Hist.: Q21693139 Status: § 2a Stand der BDA-Liste: 2025-06-30 Name: Kath. Pfarrkirche hl. Martin GstNr.: .67 Pfarrkirche Pillichsdorf   |
| ja   | Datei hochladen | Kalvarienberg HERIS-ID: 5461 Objekt-ID: 1330                | Standort KG: Pillichsdorf                     | Die Kreuzigungsgruppe mit Holzkreuz stammt aus dem 19. Jahrhundert. | BDA-Hist.: Q37833556 Status: § 2a Stand der BDA-Liste: 2025-06-30 Name: Kalvarienberg GstNr.: 3582 Kalvarienberg Pillichsdorf               |